# Kotihal, Hadagalli
Kotihal là một làng thuộc tehsil Hadagalli, huyện Bellary, bang Karnataka, Ấn Độ.